# Гавиаловый крокодил
Гавиаловый крокодил (лат. Tomistoma schlegelii) — вид пресмыкающихся, единственный современный в роде гавиаловых крокодилов и подсемействе Tomistominae. Родовое название Tomistoma происходит от греч. τόμος — острый, и στόμα — рот, пасть; видовое schlegelii дано в честь первооткрывателя вида, голландского зоолога Германа Шлегеля (1804—1884). Систематики не определились, к какому семейству относится род Tomistoma и подсемейство Tomistominae: настоящих крокодилов, что установлено на основании морфологических признаков, или гавиаловых — на основании молекулярно-генетических методов.

## Ареал и места обитания
Встречается в Индонезии (на островах Суматра, Калимантан, Ява, вероятно — на Сулавеси), в Малайзии (полуостров Малакка, Калимантан), Вьетнаме (возможно, вымер). В Таиланде считается вымершим с 1970 года. Популяции гавиалового крокодила имеют низкую численность, в пределах ареала расположены мозаично. Обитает он в пресных озёрах, реках с медленным течением и в заболоченных районах. Большую часть времени проводит среди зарослей или на дрейфующих островах из растительности.

## Внешний вид
Своё название гавиаловый крокодил получил благодаря сходству с гавиалом — он также отличается узкой мордой, длина которой превышает ширину в основании в 3—4,5 раза. Окрас тёмный, шоколадно-коричневый, с чёрными полосами на теле и хвосте; с возрастом почти не меняется. Самцы крупнее самок. Максимальная длина превышает 6 м, однако, в наше время очень мало самцов достигает в длину хотя бы 5 метров. Удлиненная морда является следствием пищевой специализации: основной пищей гавиаловому крокодилу служат мягкотелые, довольно подвижные животные.

## Питание
В прошлом считалось, что диета гавиалового крокодила аналогична диете родственного ему гавиала, и что она состоит преимущественно из рыбы и других мелких позвоночных. Но, как оказалось, несмотря на узкое рыло, гавиаловый крокодил имеет широкий спектр питания, и рыба является отнюдь не самым важным компонентом его диеты. На основе исследования содержимого желудков более чем 14 особей установлено, что мартышки, дикие свиньи и змеи, особенно питоны, являются самыми распространенными животными, употребляемыми этими хищниками. Другие виды добычи, найденные в желудках гавиаловых крокодилов: выдры, олени, креветки, рыба, птицы, вараны и даже черепахи. Существует свидетельство о нападение на корову в восточном Калимантане и анекдотическое описание схватки гавиалового крокодила с тигром, в результате которой погибли оба животных.
Этот крокодил может быть рассмотрен как экологический эквивалент неотропических оринокских и острорылых крокодилов, которые тоже имеют узкие челюсти (хотя и шире чем у гавиалового крокодила), но имеют широкий рацион и нападают на крупную добычу чаще, чем имеющий широкие челюсти, но маленькие и закругленные зубы американский аллигатор.

### Нападения на людей
Гавиаловый крокодил традиционно считался не опасным для человека видом из-за своего узкого рыла. Но это впечатление обманчиво, поскольку раз он может справиться с крупным питоном, диким кабаном или оленем, то и человек ему вполне по зубам. В конце 2008 года 4-метровая самка гавиалового крокодила напала и съела рыбака в центральной части острова Калимантан, и это была первая подтвержденная атака на человека крокодила этого вида. Тем не менее, в 2012 году стало известно о еще по крайней мере двух достоверных смертельных нападениях гавиалового крокодила на людей, что, возможно, связано с разрушением привычных для них мест обитания и снижением численности их естественной добычи.

## Размножение
Самки становятся половозрелыми при длине 2,5—3 м. Для откладки яиц они строят гнезда из сухих листьев или торфа, высотой до 60 см. В кладке обычно 20—60 яиц диаметром 10 см. Инкубация продолжается 90 дней. Нет свидетельств, что самка охраняет гнездо или детенышей; большая часть кладок разоряется хищниками — дикими свиньями и рептилиями. Таким образом, в отличие от многих других крокодилов, у гавиалового крокодила не наблюдается забота о потомстве.

## Статус популяции и охрана
Редкий вид. Гавиаловые крокодилы страдают от деградации привычных местообитаний, на месте которых человек устраивает сельскохозяйственные угодья, от программ ирригации. Много животных гибнет в рыболовных сетях. В Европе и США существуют программы по выращиванию этого вида в неволе, но эффективные меры по восстановлению численности этого вида не предпринимаются, хотя в Малайзии, Индонезии ведутся работы в этом направлении. Внесен в:
- Приложение I Конвенции CITES
- Красную книгу IUCN по категории вид под угрозой вымирания (Endangered).

Популяция оценивается примерно в 2500 особей.

## Галерея

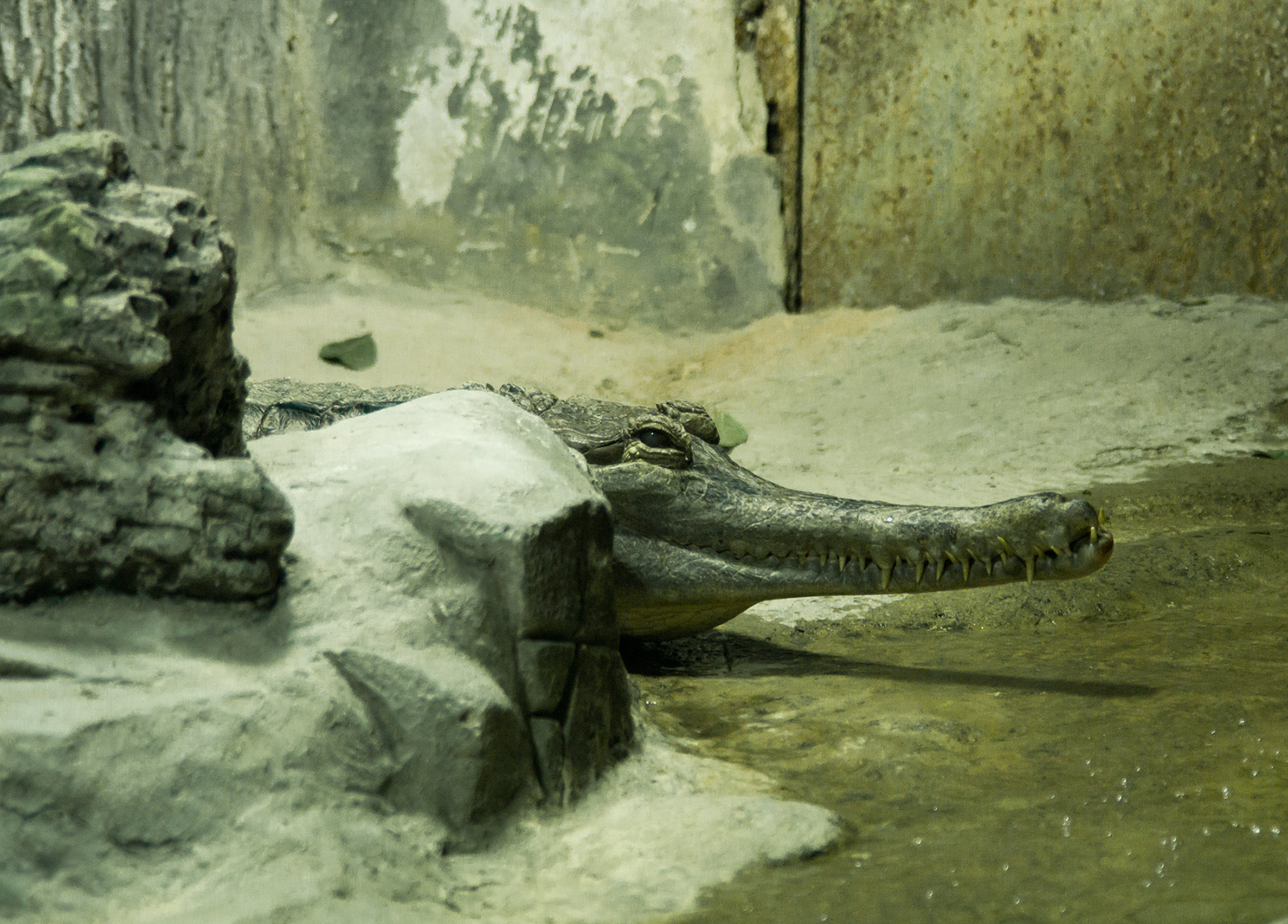
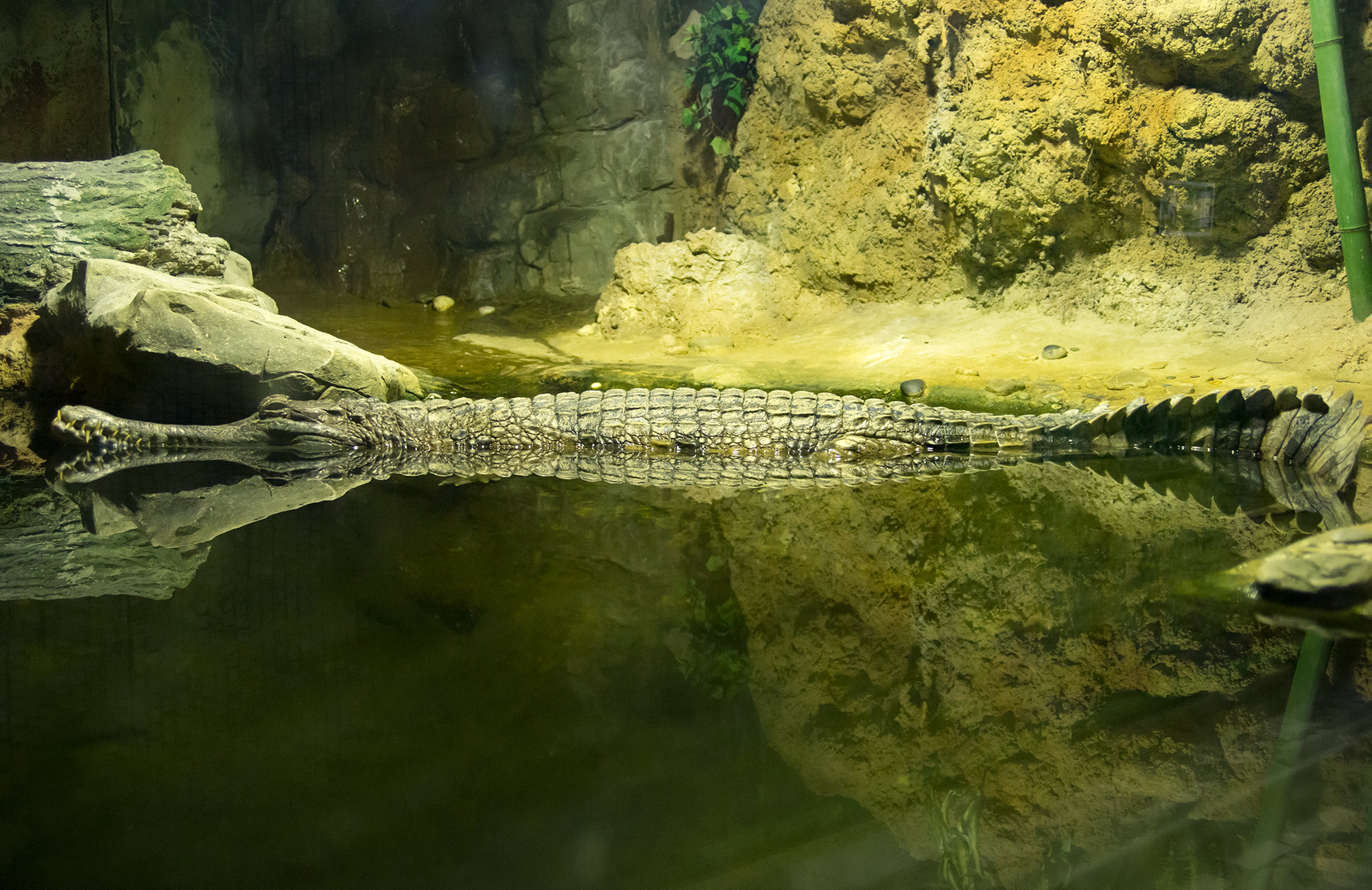